# Synagoge (Ahrweiler)

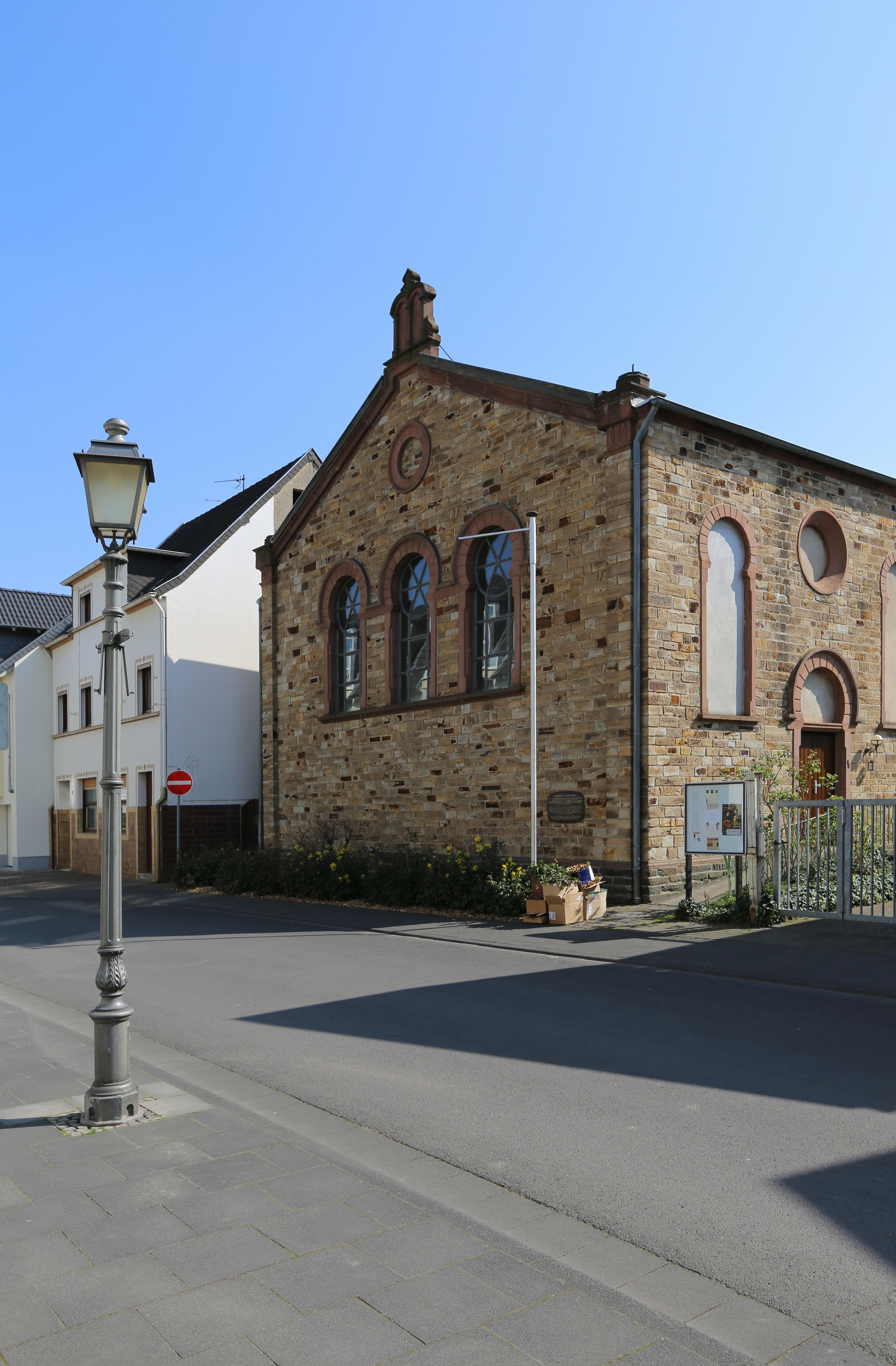
Ehemalige Synagoge Ahrweiler mit den Gesetzestafeln als Bekrönung

Die Synagoge Ahrweiler steht im gleichnamigen Stadtteil von Bad Neuenahr-Ahrweiler im Landkreis Ahrweiler in Rheinland-Pfalz. Die Synagoge wurde von der jüdischen Gemeinde 1894 in der Altenbaustraße errichtet. Das Gebäude steht seit 1982 unter Denkmalschutz.

## Baugeschichte
Im Jahr 1875 betrug die Zahl der Gemeindemitglieder der jüdischen Gemeinde Ahrweiler 79 wahlberechtigte Personen, d. h. ohne Frauen und minderjährige Knaben, und der Betraum in der Plätzerstraße war deshalb zu klein geworden. Da das Haus, wo sich seit Beginn des 19. Jahrhunderts der jüdische Betsaal befand, 1886 verkauft wurde und der neue Besitzer der jüdischen Gemeinde eine Frist von fünf Jahren einräumte, sich einen neuen Raum für die Synagoge zu suchen, musste die Gemeinde eine neue Lösung für den Betsaal finden. Leopold Heymann, ein Mitglied der jüdischen Gemeinde Bad Neuenahr, verkaufte für 2700 Mark das Grundstück mit einer Fläche von 285 m² in der Altenbaustraße an die jüdische Gemeinde. Der Architekt Jakob Nicolaus Gronert aus Remagen bekam den Auftrag, Pläne für die neue Synagoge zu entwerfen, die im Rahmen der 10.000 Mark zu verwirklichen waren, die der Gemeinde zur Verfügung standen. Die Hälfte der Bausumme musste durch ein Darlehen finanziert werden. Die Einweihungsfeier fand am 21. Oktober 1894 statt, bei der Rabbiner Laser Weingarten aus Bad Ems die feierliche Ansprache hielt.

## Gestaltung

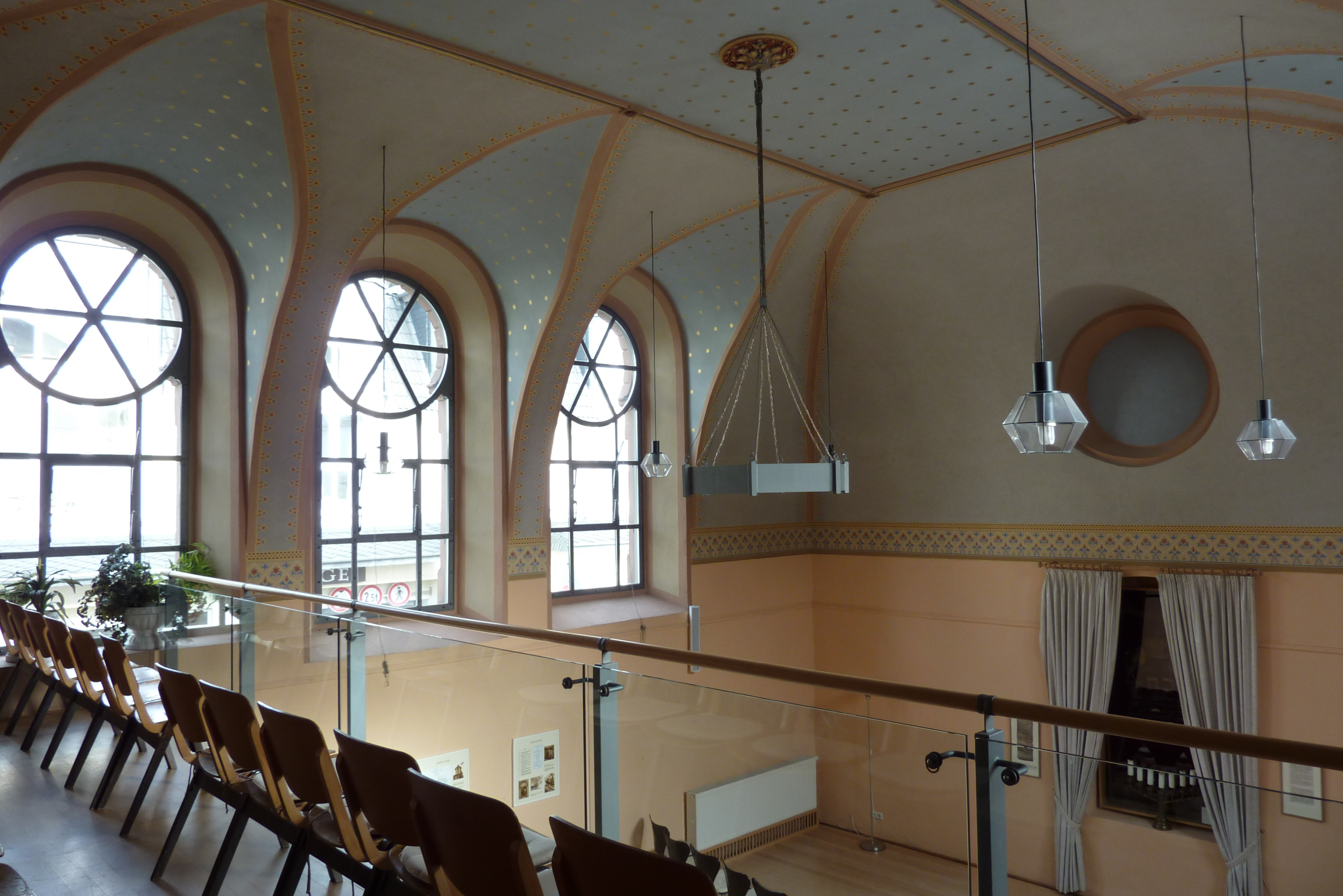
Blick von der Frauenempore

Die Synagoge wurde in einer Reihe mit gleich hohen Nachbarhäusern aus bräunlichem Sandstein gebaut. Auffallend sind die drei in maurischem Stil gestalteten hohen Fenster der Giebelseite zur Straßenfront mit Hufeisenbögen. Der Giebel wird von den Gesetzestafeln bekrönt, auf denen in hebräischer Schrift die Anfangsbuchstaben der Zehn Gebote eingemeißelt sind. Hinter der Synagoge steht ein von der Straße nicht zu sehender Anbau, der einen Unterrichtsraum und das Treppenhaus als Zugang zur Frauenempore enthielt. Der Haupteingang für die Männer lag an der Westseite, sodass jeder hier Eintretende im Gottesdienstraum von Westen nach Osten geführt wurde. Das Gebäude hat eine Grundfläche von 11,5 mal 9 Metern.
Die blau ausgemalte Decke mit aufgemalten goldenen Sternen als Verzierung, heute nahezu vollständig erneuert, wie auch der von außen erkennbare neuorientalische Stil zeugen vom Selbstbewusstsein der jüdischen Gemeinde zur damaligen Zeit.

## Zeit des Nationalsozialismus
Beim Novemberpogrom 1938 am 10. November 1938 schändeten SA-Männer die Synagoge. Sie schlugen die Fenster ein, warfen die Bänke um. Teile der Inneneinrichtung wurden nach draußen gebracht, ebenso Kultgegenstände, Bücher und Schriftstücke. Sie wurden auf einen Haufen geworfen und angezündet. Die Feuerwehr schützte nur die Nachbargebäude.
Am 2. Juni 1939 wurde die Synagoge an einen Geschäftsmann verkauft, der das Gebäude jedoch leer stehen ließ und für die Zeit nach dem Krieg eine Nutzung plante. Beim Einmarsch der amerikanischen Besatzungstruppen im März 1945 wurde das Gebäude enteignet und zunächst verfügt, dass das durch einen Bombenangriff am 29. Januar 1945 beschädigte Dach ausgebessert, der Innenraum getüncht und Fenster wie Türen abgedichtet wurden. Amerikanische Soldaten kamen gemeinsam mit einem Militärrabbiner zu einem Gottesdienst in dem Gebäude zusammen. Nach Abschluss des Rückgabeverfahrens wurde die Synagoge 1955 an die örtliche Raiffeisengenossenschaft verkauft, die in ihr ein Warenlager mit einem Verkaufsraum für Düngemittel, Feld-, Winzer- und Gartengeräte einrichtete. Der Eingang und der Innenraum wurden verändert.

## Bürgerverein Synagoge
Überlegungen zu einer Restaurierung des Gebäudes gehen in die 1970er Jahre zurück. Eine Jugendgruppe aus der Stadt, die 1976 zu Besuch in Israel war, forderte nach ihrer Rückkehr in einem Brief an die Stadtverwaltung, dass sie eine Restaurierung der Synagoge in Betracht ziehen möge. Damit wurde eine Diskussion ausgelöst, die 1977/78 zu Beschlüssen im Stadtrat führten, die Synagoge zu erhalten. Am 9. November 1978 wurde der Bürgerverein Synagoge e. V. gegründet. Nach langen Verhandlungen wurde der Verein 1981 Eigentümer des Synagogengebäudes und führte in den folgenden Jahren die Restaurierung durch. Am 27. Mai 1990 konnte mit einem Festakt der Abschluss der Renovierungsarbeiten begangen werden. In dem für kulturelle Veranstaltungen (Konzerte, Vorträge, Kunstausstellungen, Lesungen usw.) genutzten Gebäude befindet sich auch eine Dauerausstellung zur Geschichte der Synagoge und der jüdischen Gemeinde Ahrweiler.

## Toravorhang

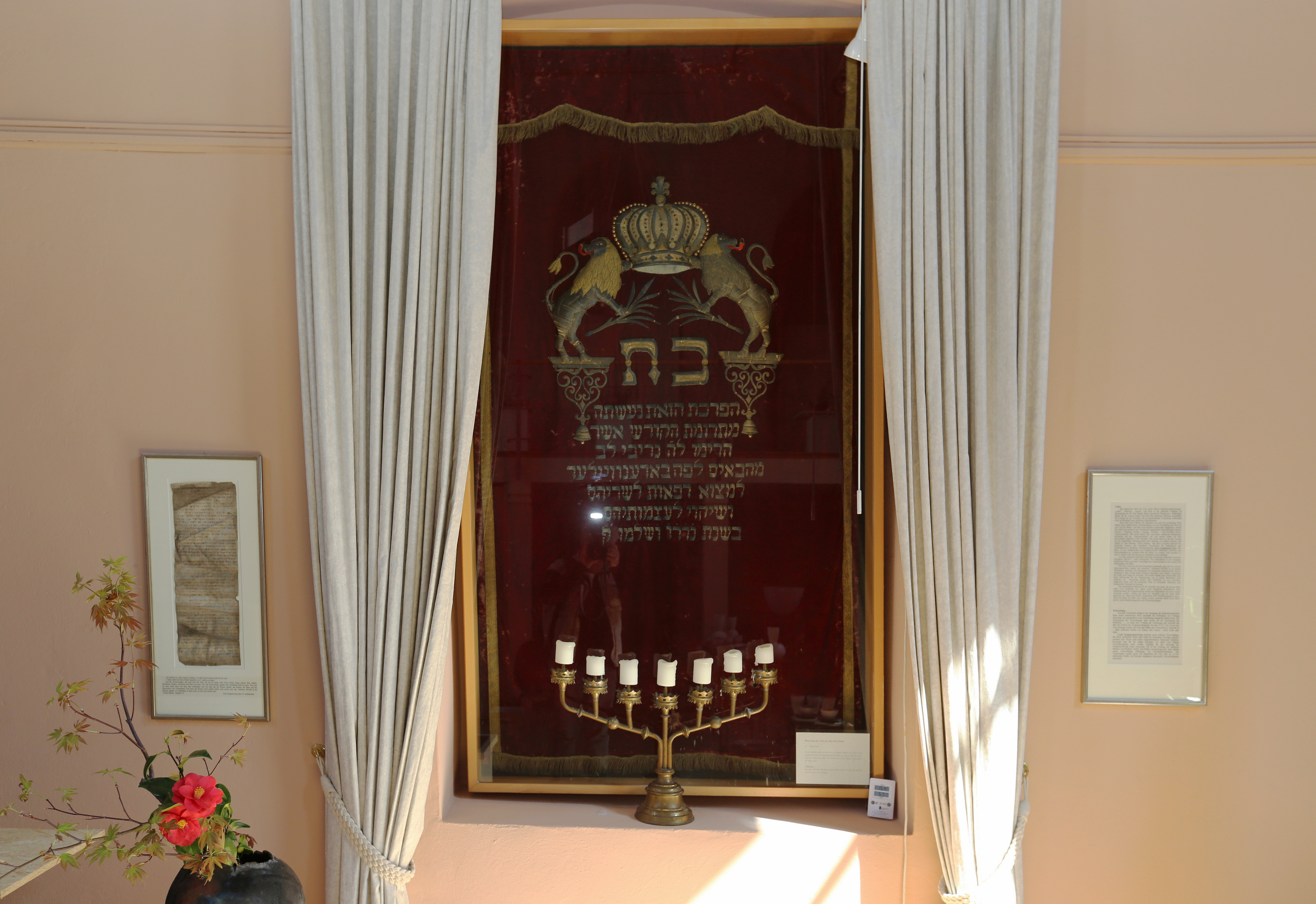
Toravorhang (Parochet)

Als besonderes Ausstellungsstück hängt in einer Vitrine in der Toranische der originale Toravorhang (Parochet), der 1989 von einem Frankfurter Antiquitätenhändler an die Stadtverwaltung Bad Neuenahr-Ahrweiler in Bad Neuenahr geschickt wurde. Er trägt die Inschrift: Dieser Vorhang wurde von den heiligen Spenden angefertigt, die für den Ewigen großzügig entgegengebracht wurden, von denjenigen, die hierher nach Ahrweiler kamen, um Genesung von ihren Leiden zu erfahren. Im Jahre 5642 (= 1881/82). Der Toravorhang war ein Geschenk von jüdischen Kurgästen. Aufgrund der Jahreszahl hing er wohl bereits in dem alten Betsaal in der Plätzerstraße. Er ist kunstvoll gestaltet unter Verwendung traditioneller Symbole (Torakrone, Löwen, Buchstaben K und T für Keter Tora=Torakrone).

## Jüdische Bibliothek
In der Synagoge befand sich eine von Spendern gestiftete Bibliothek mit über 1000 Büchern. Sie war für jedermann zugänglich und hatte folgende Themengebiete: Judentum allgemein, Orte jüdischen Lebens, jüdische Literatur, Biographien, hebräische Literatur, Juden und Christen, jüdische Kunst und Israel. Die Bibliothek wurde bei der Flutkatastrophe im Ahrtal vom 14. Juli 2021 stark in Mitleidenschaft gezogen und war nicht wieder herstellbar.